# Alan Doyle
Alan Thomas Doyle (Petty Harbour, 17 maggio 1969) è un cantante e attore canadese.

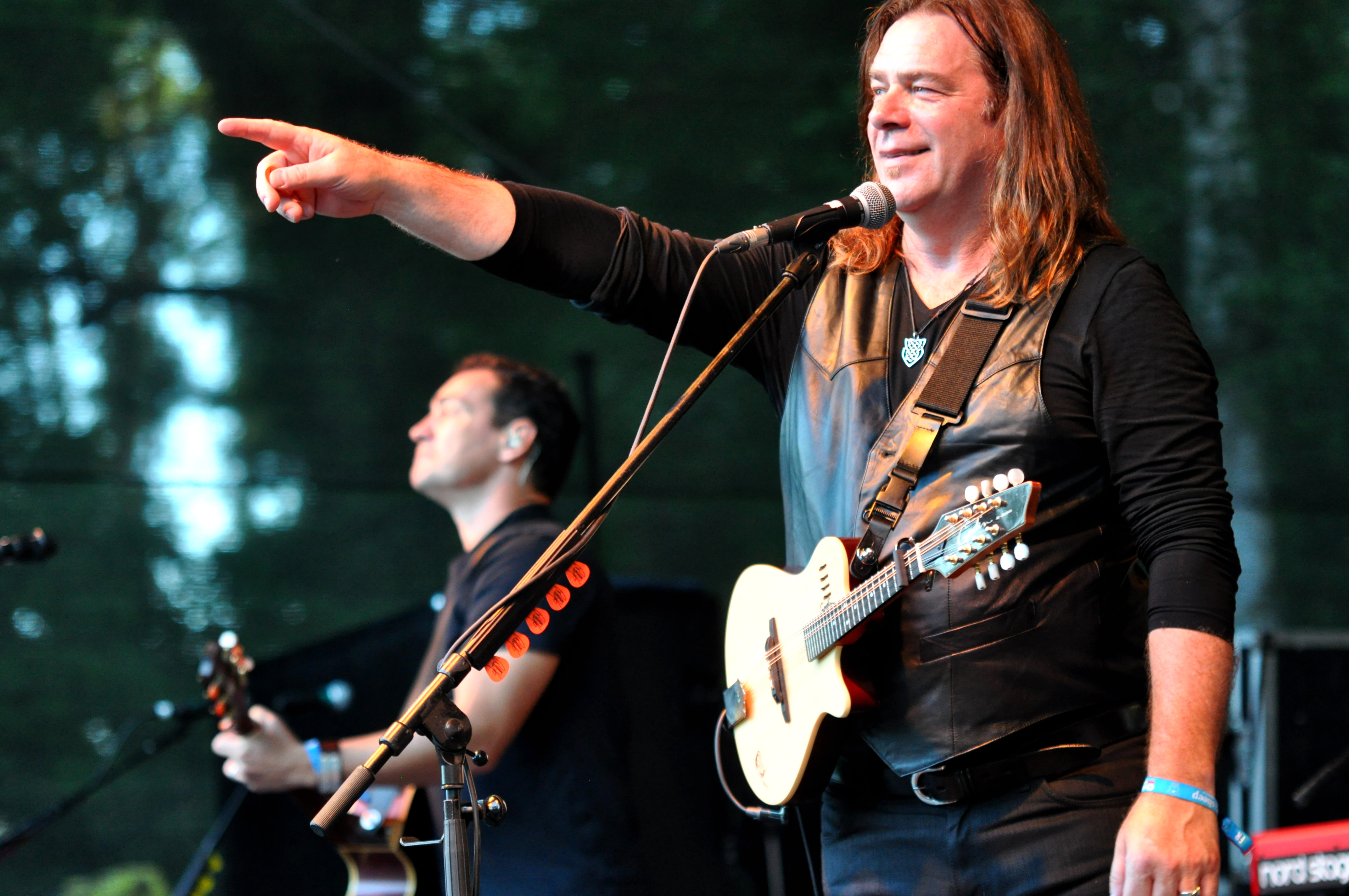
Alan Doyle con la sua band in un concerto in Germania nel 2017

Fa il suo debutto cinematografico a 12 anni nel 1981 ma smette presto di recitare, fondando nel 1993 la band Great Big Sea di cui è stato per vent'anni il cantante principale. 
Doyle ha collaborato con Russell Crowe e la sua band The Ordinary Fear of God quale co-autore di diverse canzoni e produttore dell'album di Crowe My Hand, My Heart. L'amicizia con l'attore neozelandese lo ha portato a interpretare al suo fianco il menestrello Allan A'Dayle nel film Robin Hood di Ridley Scott. 
Nel 2012 ha pubblicato il suo primo album da solista, Boy on Bridge, ancora collaborando con Russell Crowe che ne è co-autore di alcuni brani.

## Filmografia parziale
- Robin Hood (2010)